# Carlos Delgado García
Pour les articles homonymes, voir Delgado.
Carlos Anderson Delgado García, né à Trujillo au Pérou le 11 mai 1955, est un footballeur péruvien reconverti en entraîneur. Il jouait au poste d'attaquant.

## Biographie
Surnommé Calín, Carlos Delgado est considéré comme le joueur le plus représentatif du Carlos A. Mannucci, club où il évolua de 1985 à 1987. Il fera pourtant parler de lui au sein du Deportivo Junín en terminant meilleur buteur du championnat du Pérou de 1989 (14 buts marqués). 
Carlos Delgado a l'occasion d'évoluer à l'étranger, en Équateur, au LDU Portoviejo (1988), puis à l'Audaz Octubrino (1990), avant de terminer sa carrière au Deportivo San Agustín, où il ne joue que deux matchs, en 1994.
Devenu entraîneur, il dirige à trois reprises le Carlos A. Mannucci dans les années 2000. Sa dernière expérience sur le banc remonte à 2015, toujours au sein du club susmentionné.

## Palmarès

### Distinctions individuelles
Deportivo Junín
- Championnat du Pérou :
  - Meilleur buteur : 1989 (14 buts)